# シャルル・マリ・ボナパルト

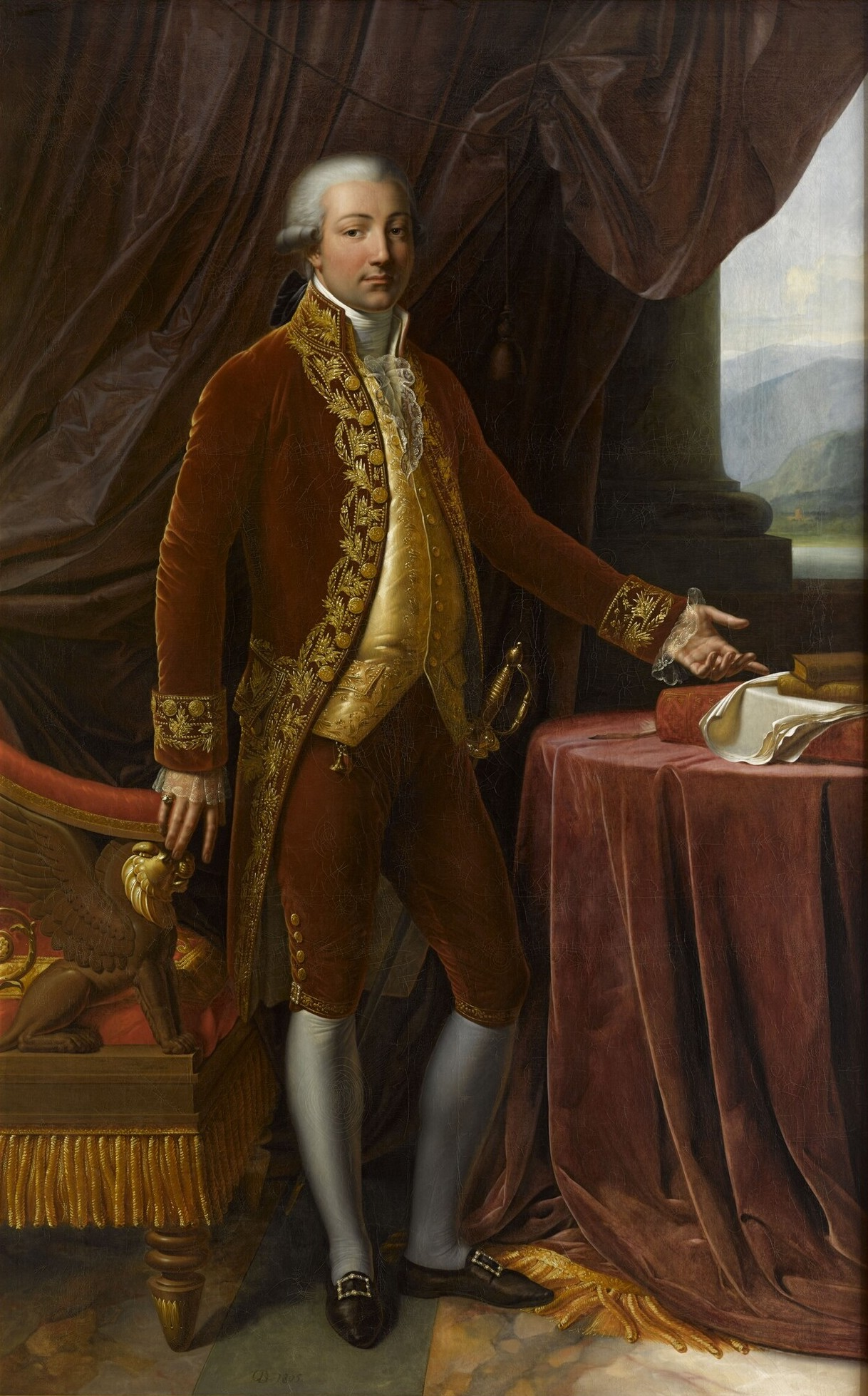
シャルル・マリ・ボナパルト

シャルル・マリ・ド・ボナパルト（仏: Charles Marie de Bonaparte, 1746年3月29日 - 1785年2月24日）は、コルシカ島のイタリア貴族であり、法律家、外交官。ナポレオン・ボナパルトの父親。コルシカ語（イタリア語）での名前はカルロ・マリア・ディ・ブオナパルテ（伊: Carlo Maria di Buonaparte）。

## 略歴
1746年3月27日、ジェノヴァ共和国のコルシカ島のブオナパルテ家に生まれる。姉のマリアと兄のセバスティーノがいた。同家はロンバルディア州に起源を持つ古い地主の家柄で、元来は血統貴族であった。ボナパルト家は16世紀にコルシカ島に移住したが、ジェノヴァ共和国統治下のコルシカに貴族制は存在しなかった。
当初は父の後を継いで法律家になるためにピサ大学に入学した。しかし、父の死によって多額の遺産を相続し、家族を養うために学位取得前にコルシカ島に帰郷した。
1764年、18歳の時に14歳のマリア・レティツィア・ラモリノと結婚して、以後8人の子供をもうける（12人の子供のうち4名が夭逝した）。二人の婚姻については、経済的な要因も当然考慮されたが、方言や食習慣などの文化的要因への考慮も大きかった。レティツィアの持参金は31エーカーの土地であり、そこから年間約1万フランスポンドの収益が得られた。
レティツィアとの結婚ののち、パスカル・パオリのもとで副官として仕え始める。1766年には、教皇クレメンス13世との交渉のために、パオリによってローマへと派遣されるが、1768年にコルシカ島へ帰還させられた。
シャルルの生地であるコルシカ島は、負債の返済のためにジェノヴァ共和国からフランス王ルイ15世へと譲渡された。当時、フランスは自国の湾岸防衛の戦略要地としてコルシカ島を強く欲しており、ジェノヴァ共和国もまた、コルシカ独立戦争への対処に手をこまねいて、コルシカ島の放棄を望んでいた。フランスの「侵略」への熱烈な抗議演説を行ったシャルルはコルシカ島で注目を浴びた。
フランスがコルシカ島の領有権を獲得したことに伴う政変により、パオリの支援者たちは山中への逃避を余儀なくされた。シャルルは当初パオリの副官としてフランスへの抵抗運動に身を投じていたものの、ボナパルト家は最終的に市中へと戻ってきた。
シャルルは敗戦後にフランス側へと転向して総督マルブフと親しくし、判事の職を得る。
1770年、フランスはコルシカ島における貴族制度を整備した。フランス政府から正式に古い血統の証明資格を承認されたことで、ボナパルト家は晴れて貴族の仲間入りを果たし、息子たち、特に三男のナポレオンを本土の士官学校で学ばせることができた。シャルルは数多くの名誉ある地位を得たものの、それに乗じてリスクのあるビジネスに乗り出し、おまけに元々のギャンブル好きが高じて資産運用に失敗し、深刻な金銭問題を抱える羽目となった。
1782年に体調を崩し、たびたび疼痛に襲われた。治療のためモンペリエまで医者を探しに行ったが、有効と思われる治療法はなかった。シャルルの病気は胃癌とみられ、息子であるナポレオンも同じ病で亡くなったと見られている。
1785年2月24日、死去。その後ナポレオンはフランス革命期に姓名をフランス語風に改名し、家名もブオナパルテからボナパルトに改められた。

## 子女
- ナポレオン・ボナパルト（1765年生その日に死亡）
- マリア・アンナ・ボナパルト（1767年 - 1768年）
- ジョゼフ・ボナパルト（1768年 - 1844年）- ナポリ王（1806年 - 1808年）、スペイン王（1808年 - 1813年）
- ナポレオン・ボナパルト（1769年 - 1821年） - フランス皇帝（1804年 - 1814年、1815年）
- マリア・アンナ・ボナパルト（1770年生その日に死亡）
- マリア・アンナ・ボナパルト（1771年6月生-1771年12月）
- リュシアン・ボナパルト（1775年 - 1840年） - ムジニャーノおよびカニーノ公（英語版）（1814年 - 1840年）
- マリア・アンナ（エリザ）ボナパルト（1777年 - 1820年）
- ルイ・ボナパルト（1778年 - 1846年） - ホラント王（1806年 - 1810年）
- ポーリーヌ・ボナパルト（1780年 - 1825年）
- カロリーヌ・ボナパルト（1782年 - 1839年）
- ジェローム・ボナパルト（1784年 - 1860年） - ヴェストファーレン王（1807年 - 1813年）